# Vla

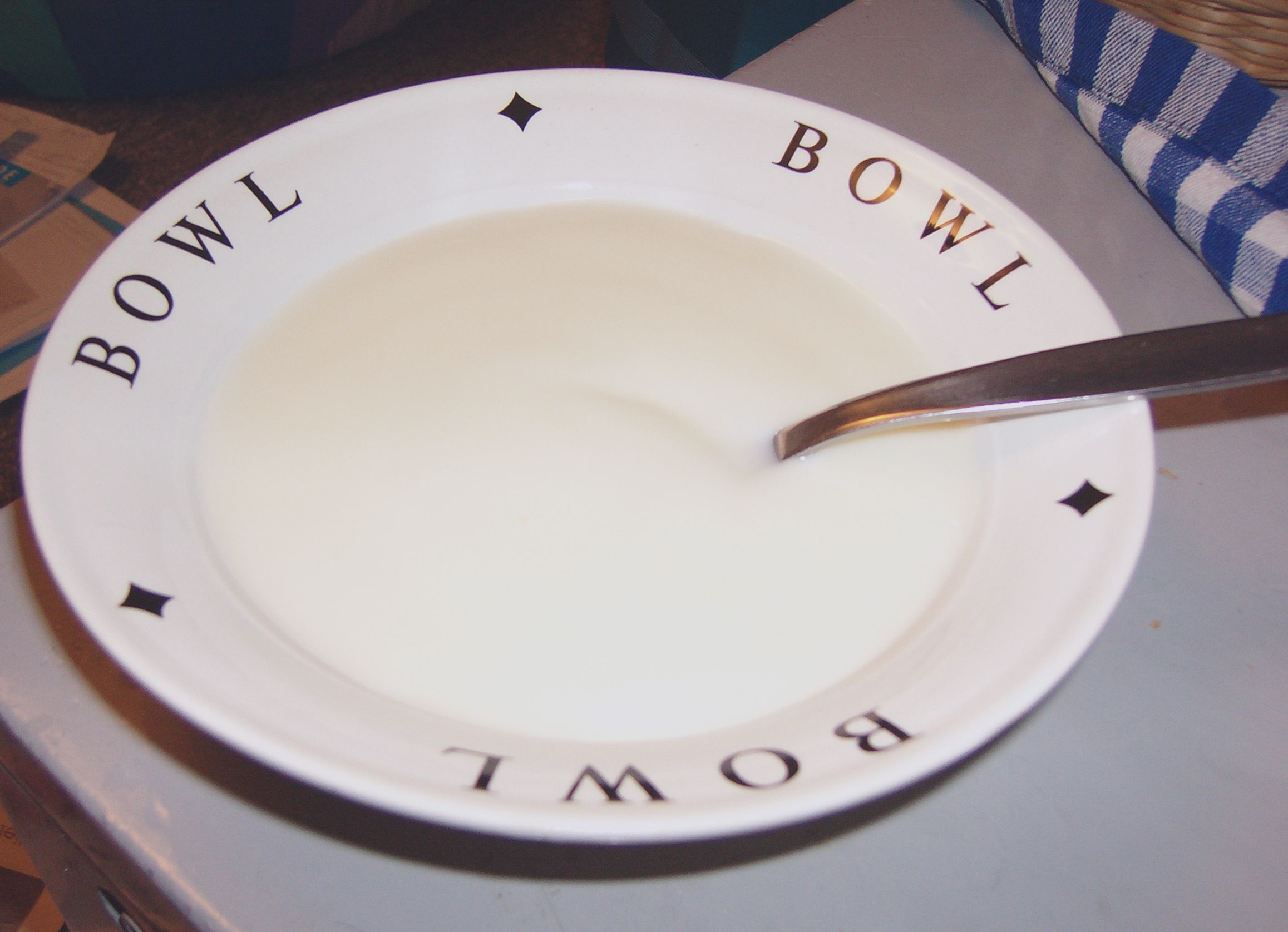
Vla

Vla je mléčný výrobek podobný pudinku, který je tradiční a běžně rozšířený v Nizozemsku. Poprvé se vla objevila v 50. letech 20. století.
Vyrábí se z mléka, dalšími složkami bývají pudink, kukuřičná mouka, vejce, vanilka a cukr. Vla se konzumuje za studena, vláčností připomíná jogurt a chuťově je spíše sladká. Prodává se s rozmanitými příchutěmi (čokoládová, vanilková, banánová apod.). V obchodech prodávaná vla běžně obsahuje i další přísady včetně zahušťovadel.